# Unsere liebe Frau vom Berge Karmel (Bräunlingen)

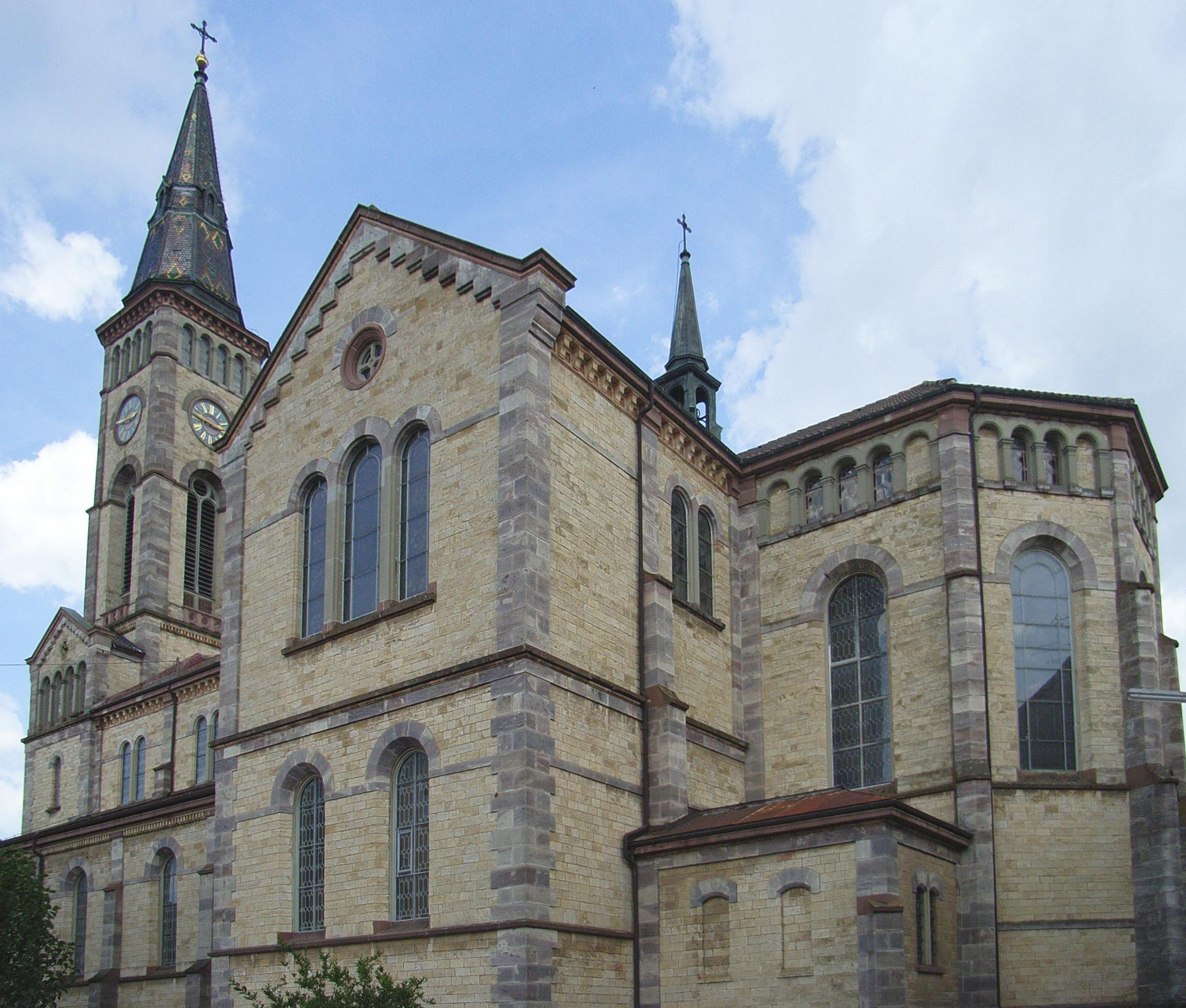
Unsere Liebe Frau vom Berge Karmel

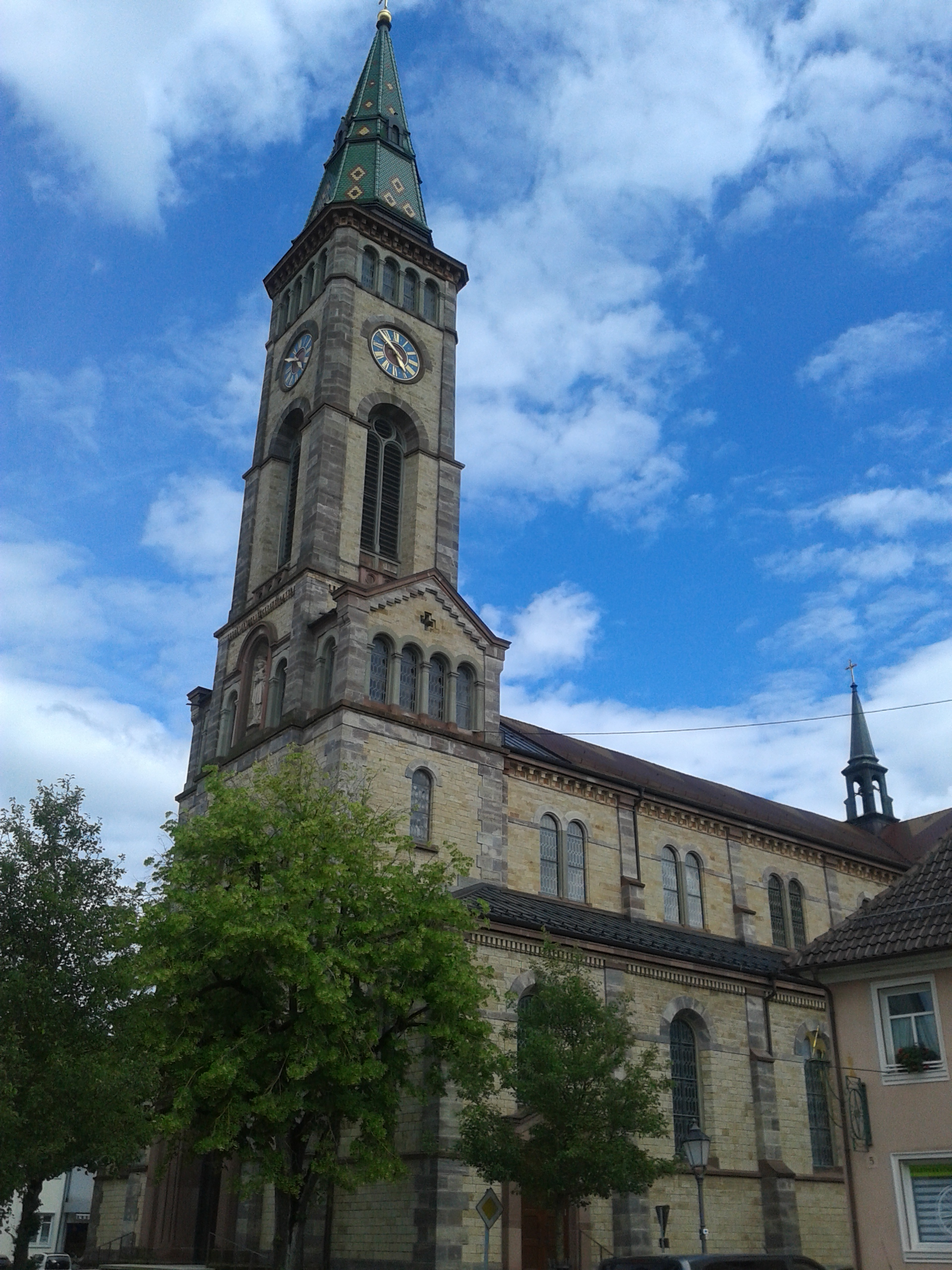
Stadtkirche Bräunlingen

Die Stadtkirche Unsere Liebe Frau vom Berge Karmel ist die römisch-katholische Pfarrkirche von Bräunlingen im baden-württembergischen Schwarzwald-Baar-Kreis. Die unter Adolf Weinbrenner im neuromanischen Gesamtstil von 1881 bis 1884 erbaute dreischiffige Basilika mit Vierung, Fassadenturm und dreiseitig geschlossenem Chor ersetzte die 1694/1695 reich ausgestattete Marienkirche. Die Kirche wurde 1889 geweiht. Die künstlerische Ausgestaltung der Kirche erfolgte im Wesentlichen durch Franz Joseph Simmler. In der zweiten Hälfte des 20. Jahrhunderts gab es Bestrebungen die Ausmalungen zu überstreichen. Dies geschah aber nicht, vielmehr wurde die künstlerische Ausgestaltung in den Jahren 1972/1973 und 2015/2017 umfassend renoviert. Zusammen mit ihren Filialen St. Antonius Bruggen, St. Anna Unterbränd und St. Blasius Waldhausen gehört die Pfarrgemeinde Unsere Liebe Frau vom Berg Karmel zur Seelsorgeeinheit Auf der Baar im Dekanat Schwarzwald-Baar der Erzdiözese Freiburg.

## Pfarreigeschichte
Bräunlingen wurde 802 als Brülingen erstmals urkundlich erwähnt. 1108/1122 bis zum Ende des 13. Jahrhunderts sind die Herren von Bräunlingen als zähringische Gefolge genannt. 1305 erhielt Bräunlingen das Stadtrecht. Bräunlingen war Mittelpunkt der westlichen Baar und die Bräunlinger Kirche St. Remigius wird als die Mutterkirche der Baar bezeichnet. 1181 wird die Pfarrei mit Nennung eines Plebans erstmals erwähnt, während ab 1275 die erste Kirche bezeugt wird. Das Remigiuspatrozinium (1402) lässt aber auf eine Gründung schon zur fränkischen Zeit schließen. Das Patronatsrecht lag beim Kloster Reichenau und ging dann an die Bischofsstühle von Konstanz und Freiburg über. Die außerhalb der Stadtmauer liegende Remigiuskirche blieb bis 1694 die eigentliche Stadtkirche von Bräunlingen.
Innerhalb der Stadtmauer wurden nacheinander drei Kapellen errichtet, bis 1694/1695 an der Hauptstraße eine reich ausgestattete Marienkirche erbaut wurde. Dieser barocke Kirchenbau wurde als Stadtkirche bezeichnet und wurde zur neuen Pfarrkirche. St. Remigius verlor dadurch an Bedeutung und geriet immer mehr in Verfall. Erst zu Beginn des 20. Jahrhunderts wurde sie wieder instand gesetzt und erhielt als Gottesackerkirche eine neue Aufgabe. 1881 erfolgte die Grundsteinlegung der neuen Kirche, wofür die barocke Stadtkirche abgebrochen wurde.
Die beiden Seelsorgeeinheiten Bräunlingen-Döggingen und Hüfingen fusionierten am 1. Januar 2015 zur Seelsorgeeinheit Auf der Baar.

## Baugeschichte
Die 1694/1695 erbaute barocke Marienkirche war nicht halb so groß wie die ab 1881 errichtete neuromanische Kirche. Obwohl sie erst wenige Jahre zuvor renoviert worden war, brach man sie für einen Neubau ab. Treibende Kraft und Initiator dafür war Carl Alois Metz, der von 1876 bis 1906 Pfarrer von Bräunlingen war. Anlass war die zwischenzeitlich zu kleine Marienkirche, aber auch die verbreitete Ablehnung des Barockstils. Metz strebte einen kompletten Neubau an. Um diesen zu forcieren, schaffte er 1878 ein neues Geläut mit vier Glocken an und ließ diese in einem provisorischen Glockenstuhl neben der alten Kirche aufstellen. Damit war die Notwendigkeit eines neuen Turms geschaffen, der aber wegen seiner Größe außerhalb der Häuserreihe zu stehen käme und somit nicht in das Gesamtbild der Hauptstraße passen würde. Adolf Weinbrenner, der fürstenbergische Hofbaumeister, unterstützte Metz tatkräftig im Bestreben, die Marienkirche durch einen Neubau zu ersetzen.
Die Bestrebungen von Metz und Weinbrenner hatten Erfolg und die politische Gemeinde entschied sich für einen Neubau. Die Gemeinde übernahm die Hauptlast der Kosten und bestimmte Weinbrenner zum Architekten. Weinbrenner, ein Schüler von Heinrich Hübsch, entwarf einen Kirchenbau im neuromanischen Gesamtstil, in dem sich auch byzantinische und Renaissance-Stilelemente finden. 1881 erfolgte die Grundsteinlegung, und bereits im Herbst 1882 wurde die Kirche gedeckt. Im Mai 1883 wurden die Glocken vom provisorischen Glockenstuhl in den neuen Turm gebracht. Die erste Messe wurde 1883 in der noch fensterlosen Kirche gefeiert. Die Fertigstellung und künstlerische Ausgestaltung zogen sich über mehr als 15 Jahre hin. Geweiht wurde das Gotteshaus 1889.

## Gebäude

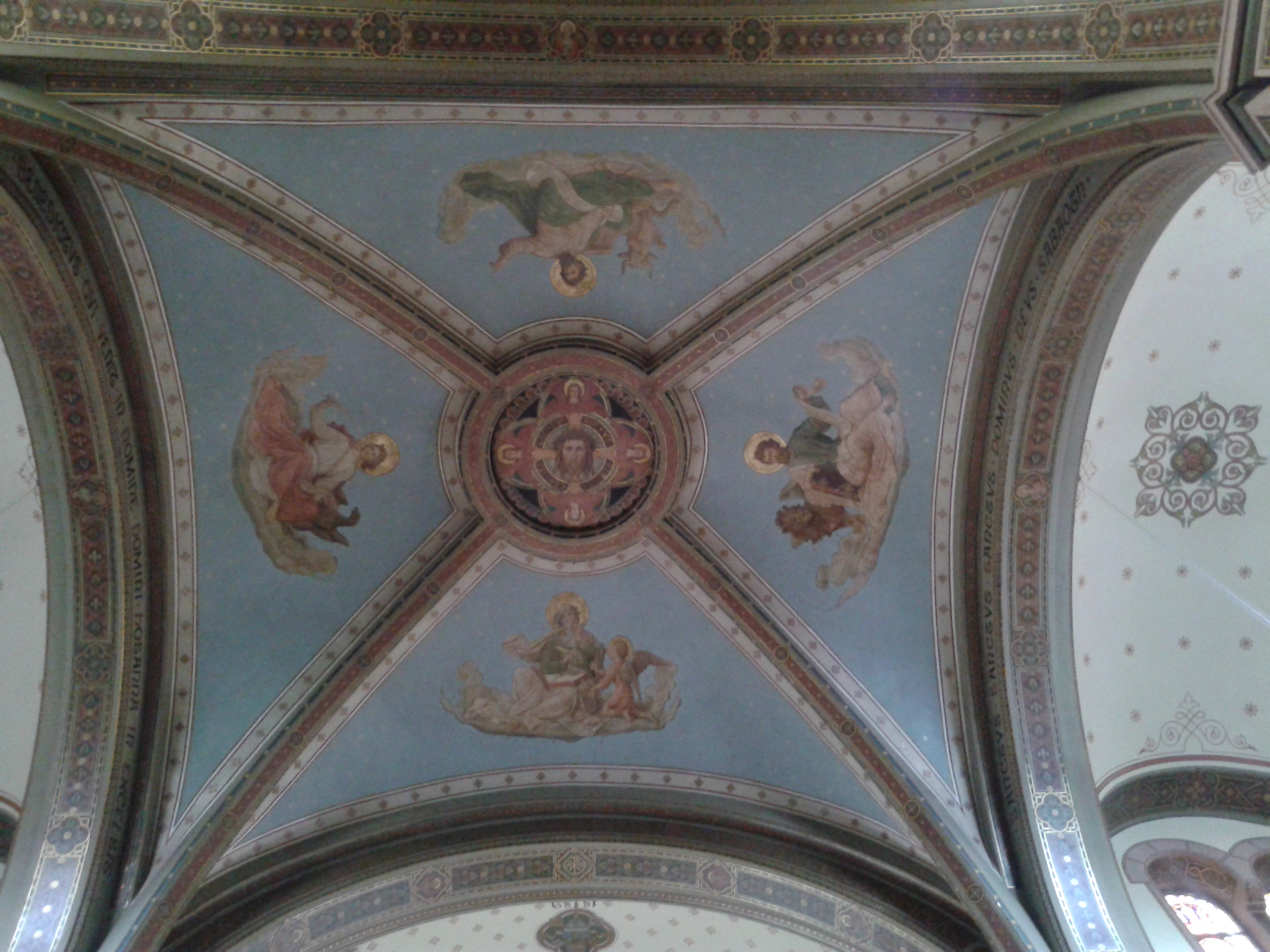
Christus und die vier Evangelisten im Gewölbe der Vierung

Die mächtige, einer Kathedrale gleichende Kirche ist 54 m lang und der Turm erreicht mit dem Turmkreuz eine Höhe von 62 m. Die nach Süden ausgerichtete Kirche ist damit mehr als doppelt so groß wie die einstige um 90 Grad nach Osten ausgerichtete barocke Marienkirche. Die Kirche hat nach mittelalterlicher Tradition Seitenschiffe mit der halben Höhe des Mittelschiffs. Zwei Querhausarme, mit der gleichen Höhe wie das Mittelschiff, geben der Kirche ein romanisches Gepräge in der Form des Kreuzes. Auf der Vierung sitzt ein Dachreiter. Das Langhaus ist geprägt durch vier Joche mit Fenstern auf zwei Ebenen, so dass das klassische Bild einer Basilika entsteht. Das Langhaus führt wie das Querhaus über Rundbögen in den Chorraum mit Fünfachtelschluss. Der Zusammenfluss des gleichhohen Lang- und Querhauses führt in die Vierung, die mit einem viergeteilten Gewölbe ausgestattet ist. Langhaus, Querhaus und Chor werden durch Rundbogen- und jeweils ein Rundfenster erleuchtet.
Der das Stadtbild bestimmende Turm hat über dem Hauptportal ein Rosettenfenster und auf der Höhe des Dachs eine Marienstatue, die von Simmler geschaffen wurde. Darüber verjüngt sich der Fassadenturm mit der Glockenstube, gefolgt von einem Uhrengeschoss und einer mit Fenstern versehenen Turmstube, der sich der achteckige, mit glasierten Ziegeln gedeckte Turmhelm mit Kreuz anschließt.
Das mächtige Kirchendach ist mit farbigen Biberschwanzziegeln eingedeckt.

## Ausstattung

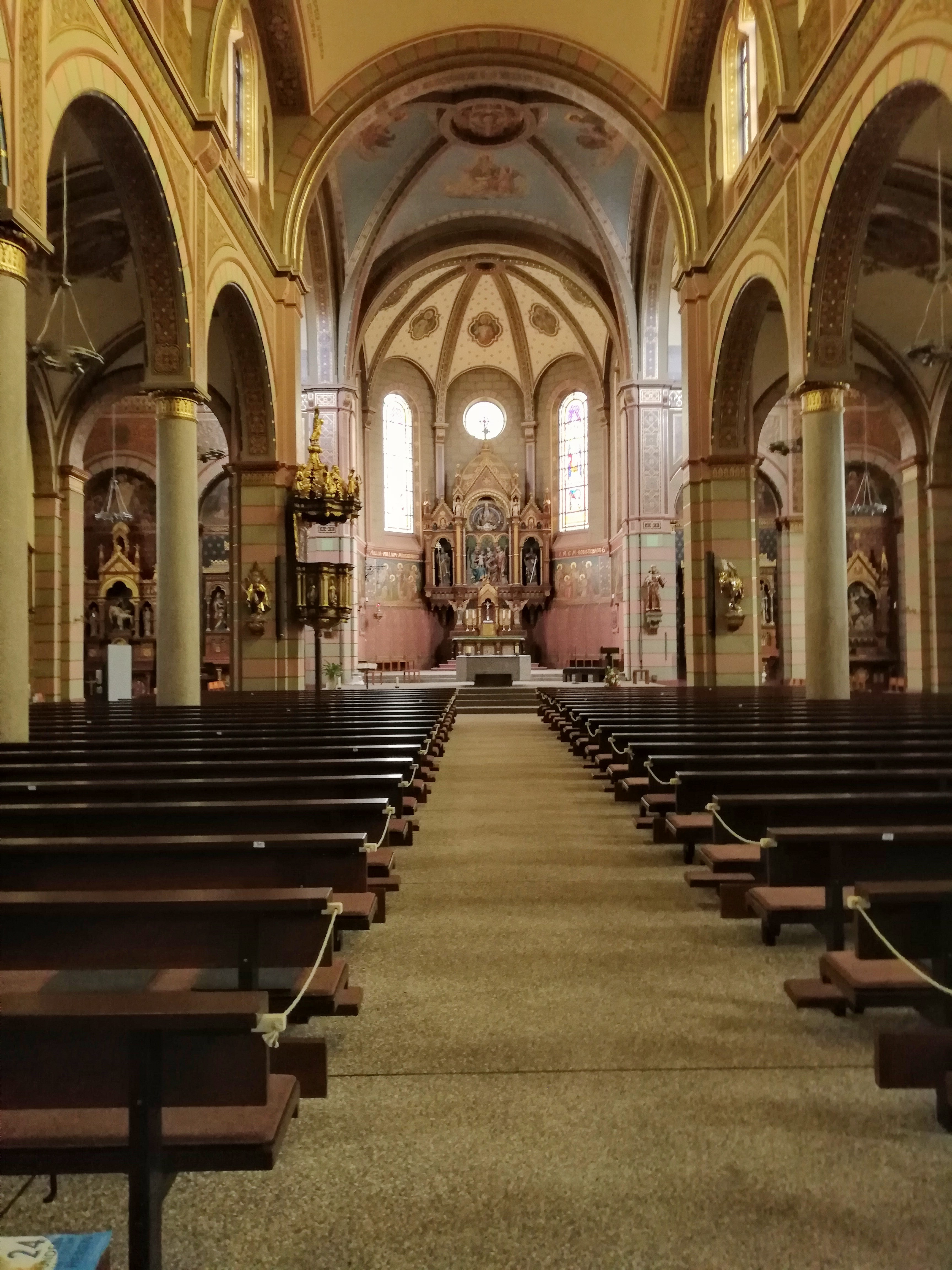
Blick durch das Hauptschiff zum Chor

Das Innere wird bestimmt durch die Ausmalung und figürliche Ausstattung durch den Bildhauer, Maler und Altarbauer Franz Joseph Simmler (1846–1926), der eine große Werkstatt für kirchliche Kunst in Offenburg betrieb. Metz fand in Simmler einen Künstler, der seine Ideen und theologische Auslegung in Werke umsetzte. Diese kooperative Schaffensweise findet sich nahezu parallel bei der St.-Peter-und-Paul-Kirche in Bonndorf wieder, wo etwa zeitgleich der dortige Stadtpfarrer Honold die dortige Kirche ebenfalls von Simmler ausmalen ließ.
Aus der früheren barocken Marienkirche wurden mehrere Skulpturen und die 1750 durch den Bildhauer Schupp aus Villingen geschnitzte barocke Kanzel übernommen. Der aus 16 Stationen bestehende Kreuzweg wurde durch den Kunstmaler Johann Baptist Zeller aus Villingen geschaffen. Sowohl für die bei Börner in Offenburg und Helmle & Metzweiler in Freiburg hergestellten Chorfenster als auch für das Orgelgehäuse lieferte Simmler die Entwürfe. An den späteren über 15 Jahre dauernden Ausmalungen war hauptsächlich der Bräunlinger Carl Hornung beteiligt, der das von Pfarrer Metz vorgelegte theologische Programm in einem Gesamtkunstwerk umsetzte.

### Hochaltar

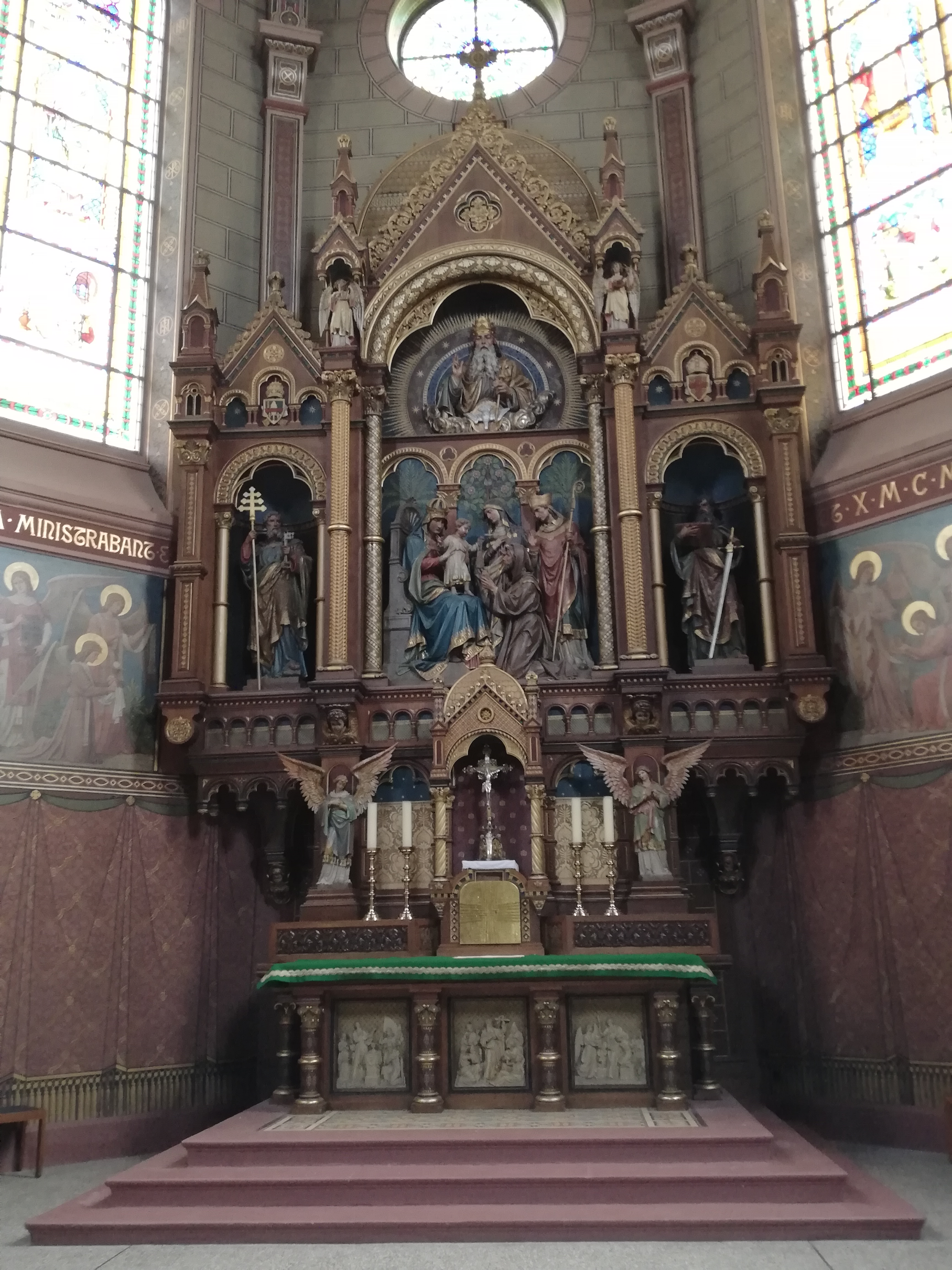
Hochaltar

Der Hochaltar wird durch eine Figurengruppe passend zum Patrozinium Maria, unsere liebe Frau vom Berg Karmel geprägt. Sie zeigt Maria mit dem Christusknaben, der dem hl. Simon Stock ein Skapulier überreicht. Hinter dieser Szene stehen die Karmelitin Theresa von Avila und Bischof Remigius als Patron von St. Remigius, der ältesten Kirche der Baar. Das Hauptbild wird überragt von einem in den Kirchenraum blickenden, mit Tiara bekrönten Gottvater. Links und rechts stehen Figuren der Mitpatrone der einstigen Liebfrauenkirche, der Apostelfürsten Petrus und Paulus. Im Altartisch sind drei Reliefs eingelassen, die das Opfer des Melchisedech, Mose mit der Schlange und die Bindung Isaaks zeigen.

### Seitenaltäre
Auf beiden Seiten des Querschiffs finden sich jeweils zwei Seitenaltäre. Die beiden größeren, nächst dem Triumphbogen, sind links Maria und rechts Joseph gewidmet. Die gekrönte Maria wird flankiert von ihren Eltern Anna und Joachim. In einem Gemälde über dem Altar wird in der Verkündigung durch den Engel die Geburt Jesu angekündigt. Links neben dem Marienaltar steht ein kleinerer Pietàaltar, in dessen Altartisch Figurenbüsten mit Jesaia, David und Jeremias eingelassen sind. Über dem Pietàaltar findet sich ein eher seltenes Osterbild, das Christus als den Auferstandenen mit Siegesfahne, als Erlöser der Toten und den Sieg über den Tod zeigt.

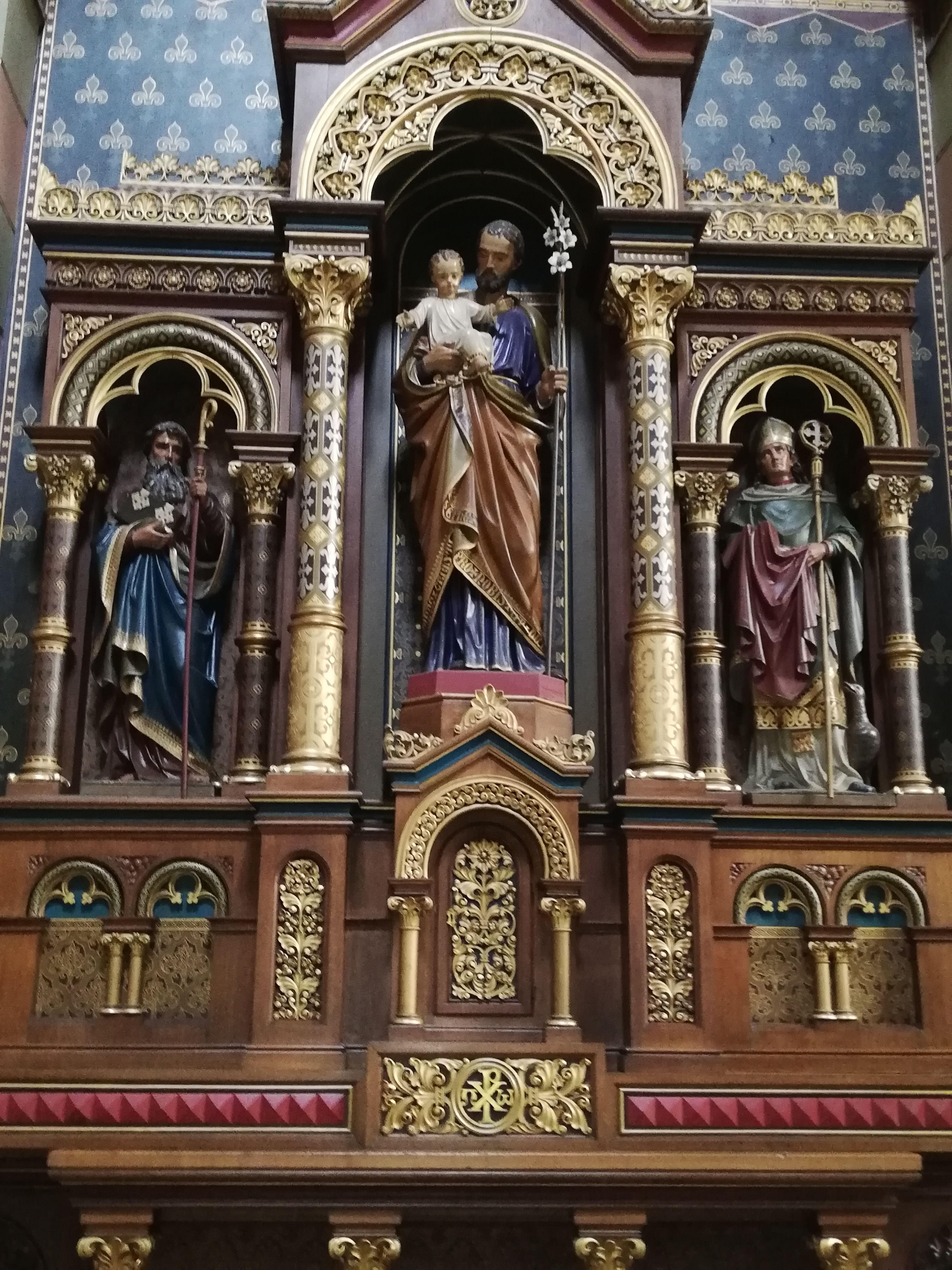
Josephsaltar (Seitenaltar)

Der rechte, größere Seitenaltar zeigt Joseph mit Lilie und Jesuskind auf dem Arm, flankiert vom Apostel Matthias und Martin von Tours. Das Bild über dem Josephsaltar zeigt den Tod Josephs mit dem ihn segnenden Jesus. Der rechts danebenstehende kleinere Ölbergaltar zeigt Jesus, wachend und betend im Garten Getsemane, während seine Jünger schlafen. Im Gemälde darüber halten Engel die Leidenswerkzeuge und das Gewand Jesu, um das die Soldaten später losen werden.

## Orgel
Mit dem Bau der Kirche kam auch ein Orgelneubau mit ca. 30 Registern der Firma Schwarz aus Überlingen in das sich bis heute stilecht in den Kirchenraum einfügende Hauptgehäuse. 1975 erfolgte ein Neubau durch die Firma Pfaff (Überlingen). Die dreimanualige Orgel verfügte über 40 Register, wobei drei 16′-Register der Schwarz-Orgel und das Hauptgehäuse übernommen wurden und um ein Rückpositiv erweitert wurden. Der Neubau überzeugte in der Disposition und Intonation nicht, weshalb 1998 eine erste Umintonation durch die Firma Lenter vorgenommen wurde. Im Jahr 2005 wurde die Orgel technisch überarbeitet und mit einer modernen Setzeranlage, einem neuen Gebläsemotor und dem Einbau der Koppel III/I versehen. Nach der Innenrenovation des Kirchenraums im Jahr 2017 erfolgte eine erneute Überarbeitung durch die Orgelbaufirma Lenter. Neben verschiedensten technischen Überarbeitungen wurde das Hauptgehäuse restauriert und zwei Register (Flöte 8′ im Hauptwerk und Rohrflöte 4′ im Rückpositiv) erneuert. „Durch eine erneute Nachintonation entstand nun ein wertvolles Instrument, welches dem Raum der Stadtkirche angemessen ist.“ (Frank Rieger) Die Disposition lautet:
| I Rückpositiv C–g3 |                |     |
| 1.                 | Gedeckt        | 08′ |
| 2.                 | Prinzipal      | 04′ |
| 3.                 | Rohrflöte      | 04′ |
| 4.                 | Waldflöte      | 02′ |
| 5.                 | Sesquialter II | 0   |
| 6.                 | Oktave         | 01′ |
| 7.                 | Zimbel III     | 0   |
| 8.                 | Cromorne       | 08′ |
|                    | Tremulant      | 0   |

| II Hauptwerk C–g3 |                    |        |
| 9.                | Gedeckt            | 16′    |
| 10.               | Prinzipal          | 08′    |
| 11.               | Flöte              | 08′    |
| 12.               | Gamba              | 08′    |
| 13.               | Octave             | 04′    |
| 14.               | Kleingedeckt       | 04′    |
| 15.               | Quinte             | 02 ⁄3′ |
| 16.               | Oktave             | 02′    |
| 17.               | Mixtur IV          | 01 ⁄3′ |
| 18.               | Cornet Mixtur IV–V | 01 ⁄3′ |
| 19.               | Trompete           | 16′    |
| 20.               | Trompete           | 08′    |

| III Schwellwerk C–g3 |               |        |
| 21.                  | Rohrflöte     | 08′    |
| 22.                  | Salicet       | 08′    |
| 23.                  | Schwebung     | 08′    |
| 24.                  | Prinzipal     | 04′    |
| 25.                  | Spillflöte    | 04′    |
| 26.                  | Rohrquinte    | 02 ⁄3′ |
| 27.                  | Schwiegel     | 02′    |
| 28.                  | Hörnle        | 01 ⁄3′ |
| 29.                  | Mixtur III-IV | 02′    |
| 30.                  | Schalmei      | 08′    |
| 31.                  | Clairon       | 04′    |
|                      | Tremulant     | 0      |

| Pedal C–f1 |               |         |
| 32.        | Prinzipal     | 16′     |
| 33.        | Subbaß        | 16′     |
| 34.        | Oktavbaß      | 08′     |
| 35.        | Gedeckt       | 08′     |
| 36.        | Choralbaß     | 04′     |
| 37.        | Basszink III  | 05 1⁄3′ |
| 38.        | Mixturbass IV | 0       |
| 39.        | Posaune       | 16′     |
| 40.        | Trompete      | 08′     |

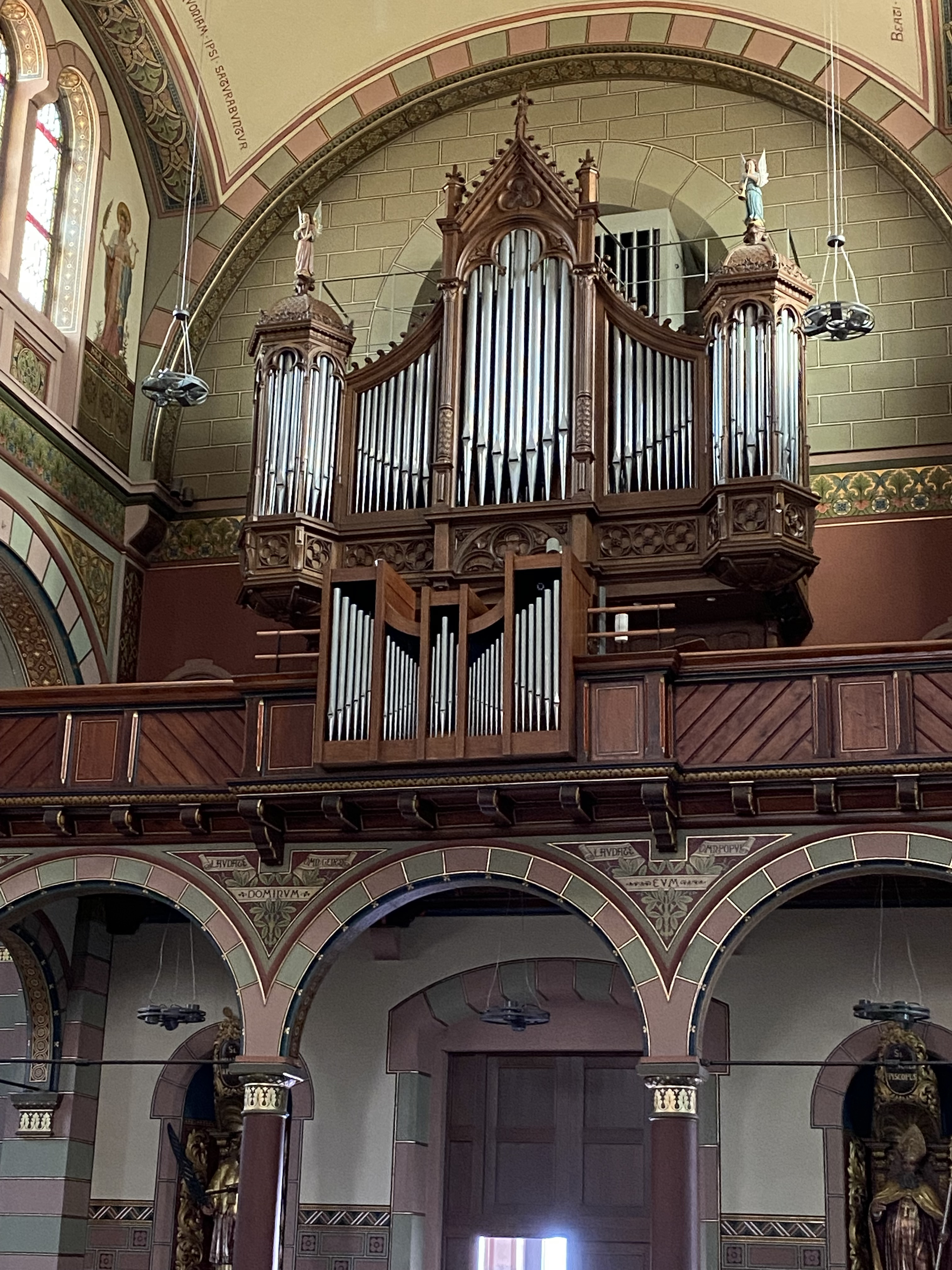
Blick auf die Orgel

- Koppeln: I/II, III/I, III/II, I/P, II/P, III/P
- Spielhilfen: Setzeranlage mit 7000 Speicherplätzen auf 7 Ebenen, USB-Schnittstelle, Walze

## Glocken
1877 wurden vier Glocken für die neue Kirche durch Pfarrer Metz angeschafft und zunächst in einem provisorischen Glockenstuhl vor der Marienkirche aufgestellt. 1883 kamen sie in den neu errichteten Turm in einen bis heute erhaltenen Holzglockenstuhl. 1917 wurden diese vier Glocken zu Kriegszwecken vom Turm geholt und eingeschmolzen. 1921 wurden bei Benjamin Grüninger in Villingen vier neue Glocken gegossen, die 1941 im Rahmen der Metallspende erneut für Kriegszwecke vom Turm genommen und eingeschmolzen wurden.
1950 wurde ein fünfstimmiges Bronze-Geläute von der Glockengießerei Hamm aus Frankenthal gegossen. Im Dachreiter auf der Vierung hängt eine von Benjamin Grüninger im Jahre 1921 gegossene Glocke. Auf allen vier Seiten des Turms sind Uhrenzifferblätter angebracht. Der Stundenschlag erfolgt mit der großen Christkönigsglocke (Glocke 1), während der Viertelstundenschlag als Dreiklang mit den Glocken 2, 3 und 4 erfolgt.
| Glocke | Name               | Material | Gussjahr | Masse   | Durchmesser | Ton   | Inschrift |
| ------ | ------------------ | -------- | -------- | ------- | ----------- | ----- | --- |
| 1      | Christkönigsglocke | Bronze   | 1950     | 2500 kg | 1590 mm     | c′+1  | Jesus Christus, König der Herrlichkeit, segne dein Volk, der du Frieden schaffst für alle durch dein Blut am Kreuz. |
| 2      | Marienglocke       | Bronze   | 1950     | 1350 kg | 1330 mm     | es′+1 | Maria, gib Heil den Lebenden und Friede den Verstorbenen.                                                           |
| 3      | Remigiusglocke     | Bronze   | 1950     | 0900 kg | 1180 mm     | f′+1  | Hlg. Remigius, inmitten deines Volkes, bitte für uns.                                                               |
| 4      | Donatusglocke      | Bronze   | 1950     | 0700 kg | 1050 mm     | g′+1  | Hlg. Donatus, vor Blitz, Hagel und Ungewitter beschütze uns.                                                        |
| 5      | Agathaglocke       | Bronze   | 1950     | 0400 kg | 0880 mm     | b′+1  | Hlg. Agatha, lass uns immer in Gemeinschaft mit dir leben.                                                          |
|        |                    |          |          |         |             |       | |
| 6      | Vierungsturmglocke | Bronze   | 1921     | 0120 kg | 0595 mm     | f′′-2 | |

## Veränderungen im 20. Jahrhundert
Anfang der 1960er Jahre erfolgte eine Neueindeckung der gesamten Kirche bis auf den Turm. In den Jahren 1972/1973 erfolgte eine erste Innenrenovation, wobei man zeitweise eine Übermalung der Gemälde in Betracht zog. Dies passierte aber nicht, vielmehr wurde der Originalzustand weitgehend konserviert. Bei dieser Renovation erhielt die Kirche einen neuen Bodenbelag, und der Chorraum wurde nach dem neuen liturgischen Verständnis des Zweiten Vatikanischen Konzils neugestaltet. Dazu schuf der Freiburger Bildhauer Bruno Knittel (1911–1997) einen in der Vierung stehenden Zelebrationsaltar aus Granit und einen neuen Ambo.

## Veränderungen im 21. Jahrhundert
2008/2009 erfolgten eine Sanierung der Außenfassade und des Turms sowie eine Neueindeckung des Turmhelms mit farbigen Biberschwanzziegeln. Von 2015 bis 2017 erfolgten eine erneute Renovierung des Innenraums und eine Generalüberholung der Orgel.
Am 1. März 2022 kam es, wahrscheinlich durch Brandstiftung, zum Brand von Textilien und einer Holztruhe. Der durch den Brand entstandene Sachschaden war zwar gering, der durch Ruß und Rauchgase entstandene Schaden aber so groß, dass die ganze Kirche samt Orgel einer aufwendigen Reinigung unterzogen werden mussten.